# Nipponochalcidia
Nipponochalcidia is een geslacht van vliesvleugeligen uit de familie bronswespen (Chalcididae). De wetenschappelijke naam van dit geslacht is voor het eerst geldig gepubliceerd in 1976 door Akinobu Habu.

## Soorten
Het geslacht Nipponochalcidia omvat de volgende soorten:
- Nipponochalcidia hexcarinata (Girault, 1925)
- Nipponochalcidia kajimurai (Habu, 1960)
- Nipponochalcidia tokyoensis (Habu, 1960)